# Acetorfina
Acetorfina – organiczny związek chemiczny, półsyntetyczny lek opioidowy objęty Jednolitą konwencją o środkach odurzających z 1961 roku (wykaz I i IV). W Polsce sklasyfikowana jako środek odurzający grup I-N i IV-N Ustawy o przeciwdziałaniu narkomanii. Ze względu na bardzo dużą siłę działania służy głównie do uspokajania wielkich zwierząt, takich jak słonie, żyrafy i nosorożce. Jest acetylowaną pochodną etorfiny, która z kolei jest pochodną tebainy.